# Lac Foréant
Le lac Foréant est un lac du Queyras, une vallée du département des Hautes-Alpes en France. Il se trouve à une altitude de 2618 mètres.

## Localisation
Il est situé sur la commune nouvelle d'Abriès-Ristolas, dans le parc naturel régional du Queyras et plus précisément dans le vallon du Torrent de Bouchouse.

## Géologie
Le lac, d'origine glaciaire, est bordé par la crête de la Taillante et la crête de l'Eychassier. Ce sont un indice de la présence de l'Océan Téthys ligure, présent il y a 150 millions d'années. 

## Randonnée
Il est longé par le sentier de grande randonnée GR 58 et il est positionné environ 200 mètres sous le Col Vieux. Il est très proche d'autres lacs : le lac Baricle et le lac Egorgéou, qu'il surplombe d'environ 200 mètres. 
On y accède en montant depuis l'Echalp, hameau de Ristolas, ou bien en descendant depuis le col Vieux. La randonnée est bien plus simple l'été que l'hiver.
Depuis ce lac, on peut avoir une vue sur le Pain de Sucre.